# Nani Carvajal
Ana María Carvajal Llorens (Sevilla, 2 de julio), conocida como Nani Carvajal, es una periodista y escritora española. Primera y única mujer en presidir la Asociación de la Prensa de Sevilla desde su fundación en 1909, entre 2006 y 2011. Directora de la publicación Mujeres del Sur y en la directiva de la Fundación María Fulmen, es una feminista defensora de los derechos de las mujeres. 

## Trayectoria
Carvajal nació en Sevilla, en el barrio del Tiro de Línea. Es licenciada en Ciencias de la Información por la Universidad Complutense de Madrid. Desde 1985 fue redactora de TVE, tras ganar la plaza por oposición con el número 1 de España, donde ha sido jefa de informativos, directora, editora y presentadora. Fue el rostro de Telesur, el telediario de mediodía de la desconexión andaluza de la televisión pública de España, TVE Andalucía, estudiado como ejemplo de la descentralización televisiva a escala estatal. Desarrolló su carrera profesional en la casa de 1985 a 2007.
Trabajó en la publicación Informaciones de Andalucía, en la órbita de ABC Sevilla. Fue quizá el primer diario sevillano con mujeres en su redacción, con Tere Garrido o Emi Ors como redactoras y Carvajal colaboradora.
Desde finales de los años 70 y principios de los años 80, tomó conciencia de la desigualdad existente entre mujeres y hombres y comenzó su activismo feminista y sórico a través de varias asociaciones y que ha mantenido durante toda su vida. A principios de los años 80 pronunció su primera conferencia que dedicó al tema de “La Mujer y los Medios de Comunicación”. Fue en una mesa redonda, organizada en Sevilla por la Caja San Fernando, en la que también fueron ponentes otras jóvenes periodistas, Rosa Montero de El País y Lola Cintado de la Agencia EFE.
Es la directora de la publicación Mujeres del Sur, primera revista feminista de Sevilla, creada en 1984. Se publicaron los cinco primeros números en papel, con periodicidad cuatrimestral. Se concibió en Sevilla, en la librería Fulmen de María González, que era lugar de encuentro de andaluzas feministas activistas en los años 80, y se imprimía en los talleres de la Diputación de Sevilla. En esa primera etapa, Carvajal era la coordinadora, Faustina Morales se encargaba del diseño y Margarita Aizpuru era la coordinadora artística. La edición en papel se realizó durante cuatro años. Posteriormente, cuando se dieron las condiciones, comenzó la segunda etapa de la revista ya en edición digital, siendo Carvajal responsable de la edición y la dirección, con el "compromiso de mantener las raíces de este proyecto colectivo esencial en su día para la unión del feminismo". Forma parte de la Unión Cívica del Sur de España (CIVISUR-ES).
De 2006 a 2011 fue presidenta de la Asociación de la Prensa de Sevilla. Durante estos años se organizó la celebración del primer centenario de vida de la APS para 2009, con multitud de actos sociales y profesionales, destacando el central en el Real Alcázar de Sevilla con la presencia de los Príncipes de Asturias. También se actualizó la imagen corporativa de la entidad y se produjo el histórico traslado de sede de la asociación, ubicada en la sevillana plaza de San Francisco desde su fundación gracias al apoyo de Rafael Fernández de la Concha y Casteñeda. Además se trabajó en la elaboración del Censo de Expertas junto a la Asamblea de Mujeres Periodistas de Sevilla (AMPS), que finalmente se hizo pública en 2011, y se hizo visible la brecha de género en el ámbito del periodismo.
Fue incluida en su expofoto "Periodistas", publicada por el fotógrafo Paco Sánchez. Forma parte de la directiva de la Fundación María Fulmen. Entre otras muchas iniciativas, y en 2009 secundó la Campaña de apoyo al caso María Salmerón.

## Publicaciones
- Cita con Manuel del Valle. Publicación colectiva. ICAS-SAHP, Fuera Colección 186. Ayuntamiento de Sevilla.[15]